# Bocchus I

Bocchus I

Bocchus I (Oudgrieks Βοκχός, Bokchos) was koning van Mauretania van ca. 111 tot 80 v. Chr.
Bocchus was de schoonvader van Jugurtha, die koning was over het westen van Numidië en in oorlog was met de Romeinen. Aanvankelijk hield Bocchus zich afzijdig, maar in 108 haalde Jugurtha hem over zijn kant te kiezen in de strijd. In ruil daarvoor zou hij Bocchus een derde van zijn koninkrijk schenken. De coalitie leed echter tot tweemaal toe een nederlaag tegen de Romeinen. Dezen slaagden er echter niet in Jugurtha definitief te verslaan.
In 107 kreeg Gaius Marius het opperbevel in de strijd tegen Jugurtha. Hij werd daarbij vergezeld door zijn quaestor Sulla. Sulla zocht contact met Bocchus en wist hem over te halen alsnog de kant van de Romeinen te kiezen. De Senaat in Rome stond op zich welwillend tegenover een overeenkomst met Bocchus, maar vroeg wel bewijzen voor Bocchus' trouw aan Rome. Na verdere onderhandelingen met Sulla zegde Bocchus toe Jugurtha uit te nodigen voor een onderhoud met de Romeinen. Toen Jugurtha ongewapend verscheen, werd hij gevangengenomen en uitgeleverd aan Sulla (106). Daarop sloot de Romeinse Senaat een vriendschapsverdrag met Bocchus. Het westen van Numidië, waarover Jugurtha geheerst had, werd toegevoegd aan Mauretania.
Bocchus I was de vader van Bocchus II en Bogudes, die hem na zijn dood in ca. 80 v. Chr. opvolgden in een co-regentschap.